# Wołodarsk
Wołodarsk ros. Волода́рск – miasto w Rosji (do 1956 – wieś Wołodary ros.: Волода́ры) w obwodzie niżnonowogrodzkim, centrum administracyjne rejonu wołodarskiego.
Miasto jest położone nad rzeką Sejma, dopływem Oki.
W mieście znajduje się stacja kolejowa Sejma na linii Niżny Nowogród – Moskwa.
Miasto liczy 10228 mieszkańców (2010).
W mieście dominuje przemysł spożywczy (młyny, przetwórnia drobiu itp.).